# Chiesa di Sant'Onofrio (Cerreto Sannita)
La chiesa di Sant'Onofrio è un luogo di culto cattolico sito nel centro storico di Cerreto Sannita, in provincia di Benevento.

## Storia
La chiesa venne fondata intorno al 1530 da Antonio Magnati in località "Campo chiaro", su di un suo terreno prospiciente l'antica strada che raccordava Cerreto antica a Telesia (la via Telesina).
La famiglia Magnati godeva del diritto di patronato e del diritto di nomina del rettore.
Nel 1601 era rettore Giovan Tommaso Magnati.
Il terremoto del 5 giugno 1688, che rase al suolo Cerreto antica, danneggiò gravemente la chiesa. Fra i numerosi cerretesi che morirono a causa del sisma c'era anche il reverendo Muzio Magnati, ultimo rettore della chiesa della famiglia Magnati. Siccome don Muzio non aveva eredi, la chiesa e il terreno circostante vennero confiscati dal feudatario. Il Magnati però, nel suo testamento rogato a Napoli, aveva nominato erede dei suoi beni la chiesa della Madonna della Libera e quindi gli economi di questa chiesa presentarono un ricorso al Sacro regio consiglio chiedendo la restituzione dei beni confiscati. I conti Carafa perdettero la causa e dovettero cedere i beni del Magnati agli economi della chiesa della Madonna della Libera.
Con la ricostruzione della cittadina più a valle ed in un sito diverso dal precedente, la chiesa risultò inglobata nel nuovo tessuto urbanistico progettato da Giovanni Battista Manni. Solo nel 1714 venne sottoposta ad un restauro per riparare i danni causati dal sisma del 1688.
Il 24 marzo 1763 fu nominato rettore Giovan Battista Guarniero, i cui eredi si appropriarono della chiesa. Nel 1837 la commissione municipale di beneficenza, venuta a sapere dell'appropriazione dei Guarniero, richiese agli stessi di pagare un canone riconoscendogli così il diritto di patronato dello stabile. La chiesa quindi divenne di proprietà privata e fu adibita per diversi anni a lanificio.

## Descrizione
La chiesa, che si affaccia su di un piccolo slargo lungo via Michele Ungaro, ha un prospetto molto semplice costituito da un portale sovrastato da un oculo.
Al suo interno era sito un solo altare sovrastato da un dipinto raffigurante sant'Onofrio anacoreta con, a sinistra, santa Maria e san Giacomo e, a destra, san Francesco e san Leonardo.
Sul lato sinistro della chiesa è sita una scala scoperta che conduce a quella che era la casa del custode.